# Henri-Benjamin Constant de Rebecque
Henri-Benjamin Constant de Rebecque   (Lausana, 25 d'octubre de 1767 - París, 8 de desembre de 1830), també conegut com a Benjamí Constant, fou un important filòsof i pensador del liberalisme francès, a més de polític i prolífic escriptor. Es va destacar en la seua participació en la Revolució Francesa i en les contribucions que va fer per definir el liberalisme post-revolucionari.

## Biografia

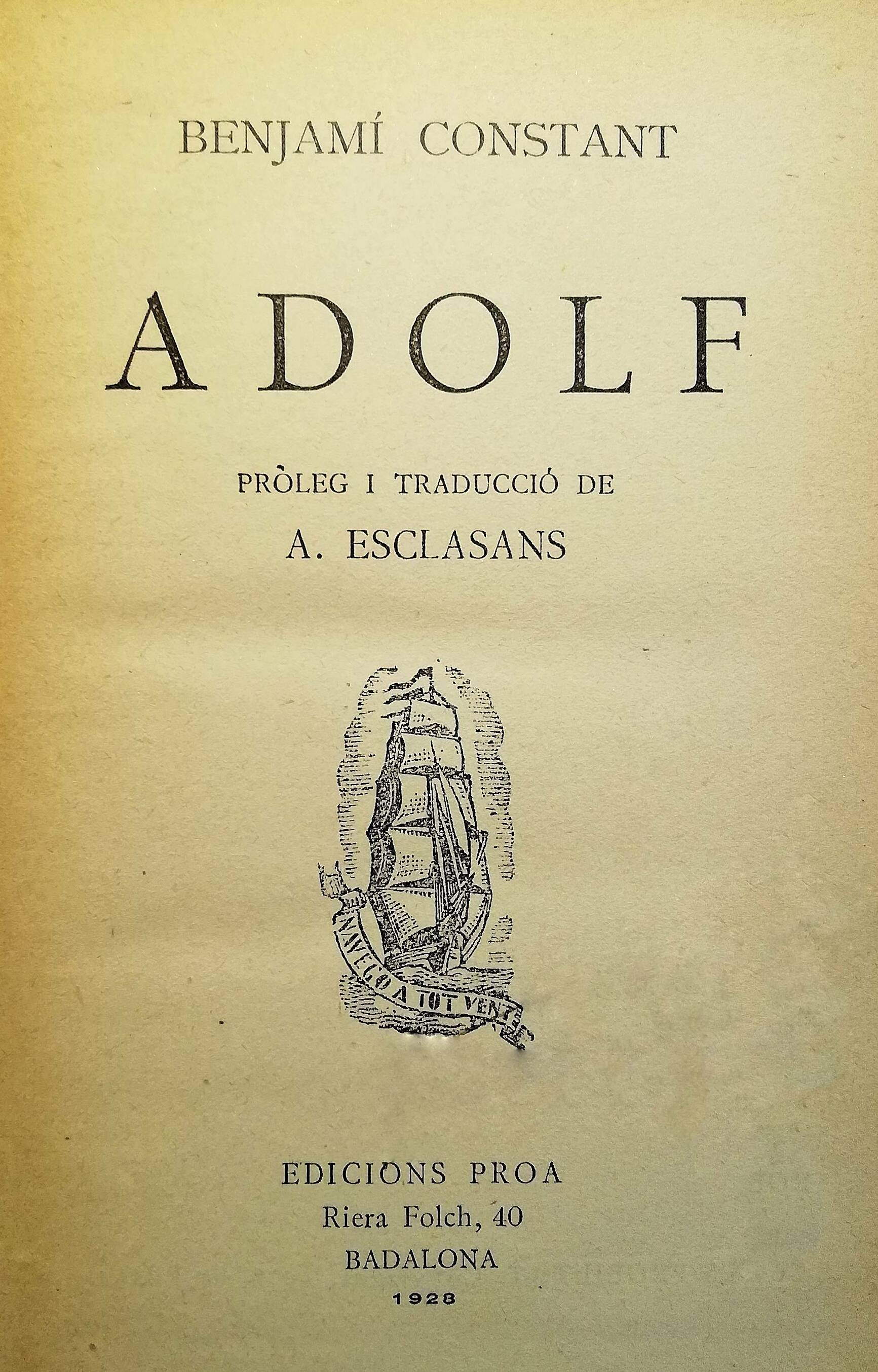
Adolf (Adolphe) de Benjamin Constant, traducció catalana publicada a Badalona l'any 1928 dins la col·lecció Biblioteca A tot vent

Es va formar amb professors particulars i, més tard, es va incorporar a diferents centres i universitats, ja que es va traslladar amb freqüència amb la seva família per Europa. Així, va assistir a la Universitat d'Erlangen, a Baviera, i a la d'Edimburg al Regne Unit.
Unit sentimentalment a Madame de Staël, la seva col·laboració intel·lectual els va convertir en un equip de treball únic. Mme. de Staël va portar una vida sentimental agitada i va mantenir en particular una relació tempestuosa amb Benjamin Constant, que va conèixer l'any 1794. A començaments del segle xix i fins a 1830, va ser un polític actiu, membre de l'Assemblea Nacional situat a l'ala liberal i crítica. El seu model polític tractava d'imitar l'anglès, al qual admirava per diversos factors, tant en el polític com en l'econòmic. Es va mostrar contrari a les teories que admiraven les antigues societats lliures com les de la Grècia antiga, fins i tot en una França que havia conegut el Consulat, en considerar que estaven basades en l'esclavitud de la majoria per a benefici d'uns pocs, a més de ser inaplicables a estats moderns molt més grans que la polis, on era impossible concentrar el poble en un fòrum per al debat públic obert i directe.
La seva teoria de la llibertat es basava en la possessió i gaudi dels drets civils, de l'imperi de la llei i de la llibertat en un sentit ampli, confrontada en aquest sentit a l'activitat de l'estat. El seu projecte de participació política se sostenia en el dels representants elegits per tots els ciutadans que exercirien el dret dels ciutadans en el parlament. De nou, l'exemple de la revolució anglesa de 1688 amb una monarquia constitucional i liberal era recurrent en els seus plantejaments.
Contrari al bel·licisme de l'època, es va oposar a les tesis napoleòniques i, de manera general, al militarisme, en creure que era més interessant dirigir els esforços de la nació al comerç com a forma d'expansió i de relació amb tercers països. La mala experiència, al seu judici, de la república, el va fer considerar la idea d'una monarquia hereditària limitada en els seus poders, amb un sistema bicameral: una cambra de diputats lliurement elegits i un senat designat. Al costat d'aquests, el poder executiu s'organitzaria en un Consell de Ministres responsable dels seus actes davant del poder legislatiu, encara que designat pel monarca.
A més, va proposar -i en part va obtenir- l'aplicació d'un sistema de descentralització administrativa des de l'estat a les entitats locals, per aproximar la gestió als ciutadans beneficiaris i descarregar la burocràcia del model centralista.
El model proposat per Constant superava els mateixos límits del sistema anglosaxó basat en les tesis del jurista anglès William Blackstone, que havia unit la corona al poder executiu. Constant limitava el poder reial a la direcció de l'estat, encara que tindria capacitat per a dissoldre el parlament i nomenar i cessar ministres, però se li impedia la capacitat d'administrar el govern de l'estat. El seu pensament moral i religiós va rebre clares influències de Jean-Jacques Rousseau i els pensadors alemanys, tals com Immanuel Kant.
La influència de les tesis de Constant no va ser immediata, però va començar a ocupar un lloc en la història constitucional en diferents països. Així, en Portugal (1822), Brasil (1824) i l'estatut de Sardenya (1848), els nous texts fonamentals van recollir amb variants la teoria de Constant.
Literàriament, la seva gran obra és Adolphe (1816), un referent de l'amor romàntic per a tota la generació posterior.